# Michael Ben David

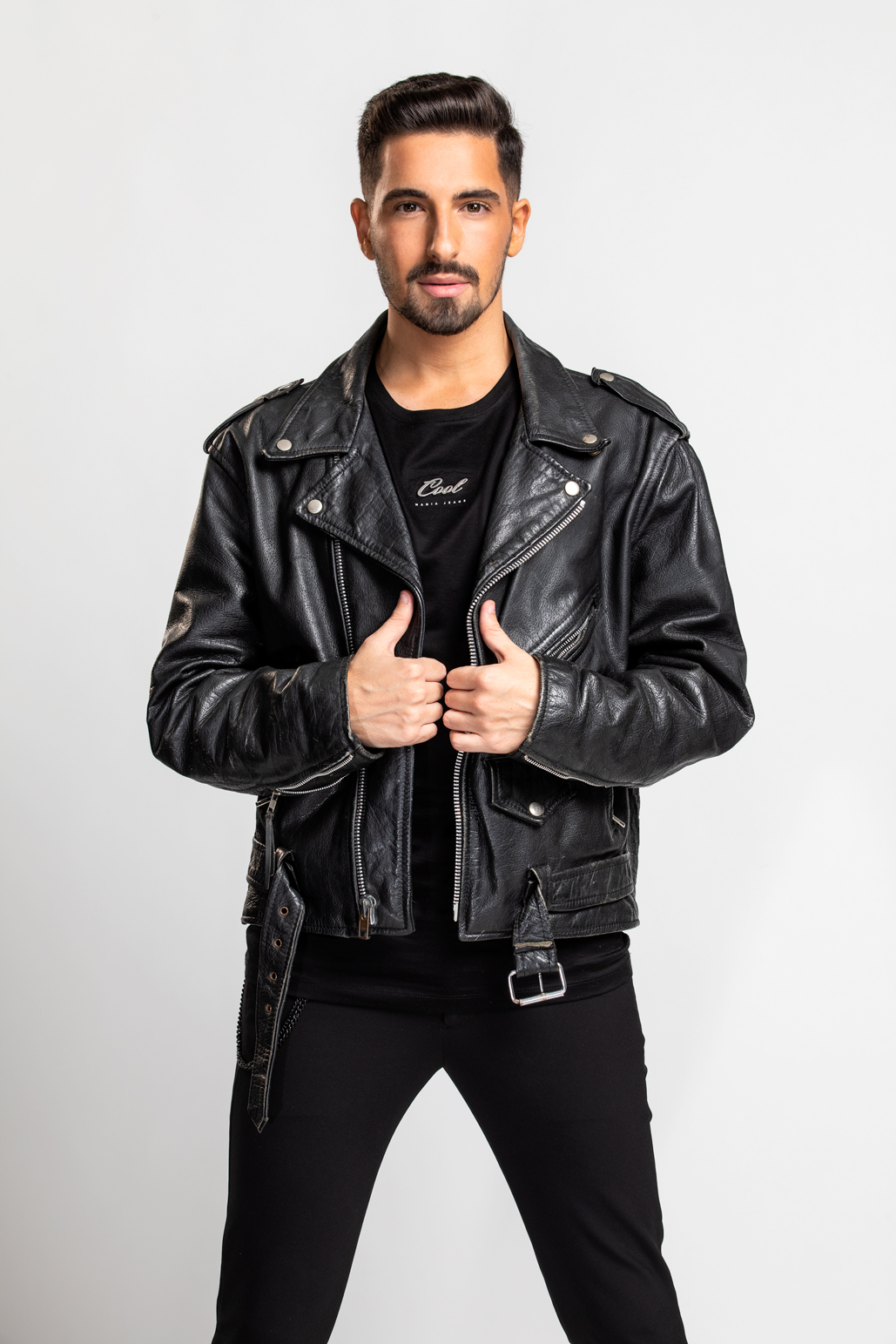
Michael Ben David (2022)

Michael Ben David (hebräisch מיכאל בן דוד; * 26. Juli 1996 in Aschkelon) ist ein israelischer Sänger.
Am 5. Februar 2022 wurde Ben David auserwählt, sein Heimatland Israel beim Eurovision Song Contest in Turin zu vertreten.

## Leben und Wirken
Michael Ben David ist das zweitälteste von fünf Kindern eines georgischen Vaters und einer russisch-ukrainischen Mutter. Er wuchs in Petach Tikwa, einem Vorort von Tel Aviv, auf. Bereits in seiner Schulzeit fiel er durch sein ausgeprägtes Gesangstalent wie auch seine laute Stimme auf, für die er oft von seinen Klassenkameraden verspottet wurde. Im Alter von 16 Jahren bekannte sich Ben David erstmals zu seiner Homosexualität.
Seinen Militärdienst leistete er in einer geheimen Einheit des israelischen Verteidigungsministeriums ab. Danach begann er ein Schauspielstudium an der Schauspielschule Beit Zvi in Ramat Gan.
Im Jahr 2022 nahm er an der israelischen Fassung von X Factor teil, die er mit seinem Song I.M für sich entscheiden konnte. Somit vertrat Michael Ben David Israel beim ESC in Italien. Nach seiner Teilnahme beim zweiten Halbfinale konnte er sich jedoch nicht für das Finale qualifizieren.

## Diskografie

### EPs
- 2023: אבודים ברעש

### Singles (Auswahl)
- 2022: I.M
- 2022: Don't
- 2022: לא להיות אני
- 2023: שים גז
- 2024: Rolling in the Deep (mit Eliad Cohen)
- 2024: אופרת סבון